# QBS
QBS는 지상파 DMB 방송플랫폼 사업자인 한국DMB가 자체 운영했던 지상파 DMB TV 채널로 예능, 뉴스, 시사, 교양 등 전 분야를 편성하는 종합 편성 TV 채널이었다. QBS의 방송권역은 서울, 경기, 인천 수도권 지역이었다.

## 채널명 의미
- QBS의 “Q”는 방송의 시작을 알리는 방송용어인 “Q”사인에서 도출됐고 '준비된 방송’, ‘새로운 방송’을 의미

- Quick : 이동 시청자를 위한 보다 빠른 방송
- Quality : 균형 있고 깊이 있는 고품격 방송
- Question : 시청자와 눈높이를 함께하는 열린 방송
- Stand by Q : 새롭고 다채로운 문화 창달에 준비된 방송

## 채널 개요
지상파DMB 시청자들의 모바일 예능, 뉴스, 시사, 교양에 맞는 시간대별 다양한 장르 및 프로그램의 종합 편성 채널
- 주시청 시간 : 주중 출/퇴근 시간 (오전 7 ~ 9시, 저녁 6 ~ 9시)
- 주편성 전략 : 예능, 뉴스, 시사, 교양 등 TV 장르 프로그램과 더불어 이동중 시청이라는 DMB의 모바일 특성에 맞는 Digest 포맷의 특성화 프로그램 제작 및 편성 주력

## 수상 및 주요 연혁
- 2005년 12월 지상파DMB UBS(전 1to1) 시험방송 개국
- 2006년 3월 지상파DMB UBS(전 1to1) 본 방송 개시
- 2006년 7월 독일 월드컵 중계
- 2006 MIPCOM(프랑스 깐느) Mobile TV 부문 최우수상, 한국방송비평회 지상파DMB부문 '좋은방송 프로그램상'
- 2007 MIPTV/Milia(프랑스 깐느) Cross-Platform 부문 우수상, 차세대 콘텐츠부문 정보통신부 장관상
- 2008 지상파DMB 이용자 누적 1000만 달성 DMB 6개사 공동 '千萬多幸' 캠페인 주관사
- 2009 WOW 한국경제TV와 제휴 체결
- 2009 이종격투기 K-1 지상파DMB 최초 독점 중계방송
- 2009 특별 기획 '성공' 연작시리즈 'QBS 성공에세이' 최초 정규 편성
- 2010 토마토TV와 제휴 체결
- 2010 방송통신위원회 멀티미디어 기술대상 국무총리상
- 2010 광저우 아시안게임 중계방송, 프로야구 중계 개시
- 2010 메이저 리그, 잉글리시 프리미어리그 DMB 독점 중계 시작
- 2010 QBS 플러스 종료
- 2011 프로농구 중계 시작
- 2012 뉴스 Y와 제휴 체결
- 2012 경찰청 제휴 ‘DMB 미아 찾기 캠페인’주관 방송사
- 2012 프로야구 체험전 ‘홈런페스티벌 2012’(KBO 후원) 주최 및 주관 방송사
- 2012 '싸이' 시청 공연 DMB 유일 편성 및 시청률 1위 기록
- 2012 '성공' 연작시리즈 첫 후속 기획 '성공에세이-청춘에게 고함' 4부작 제작 및 편성
- 2013 DMB 6사 및 소방방재청(현 국민안전처) 공동 재난대비 방송 캠페인 주관 방송사
- 2013 '서울국제초단편영화제 2013' (sesiff 2013) 공식 상영 방송사 선정
- 2013 '성공' 연작시리즈 후속 DMB 최초 토크 콘서트 '벤처성공에세이' 공개녹화
- 2013 싱가포르 'ATF 2013' 초청 '호모앱플리쿠스' 출품 및 설명회 개최
- 2014 QBS와 JTBC간 콘텐츠 부문 전략적 제휴 체결
- 2014 'DMB 재난방송 의무화법' 국회 통과. '국민의 안전을 위해 DMB를 재난방송 의무송신매체로 지정하고 수신률을 확대하도록 해야한다.'
- 2014 '성공' 시리즈 4번째 연작 기획 글로벌 다큐 '착한 성공의 비밀' 방영
- 2014  '사랑의 열매'와 희망나눔캠페인 MOU 체결
- 2014 미래부 주최 '2014 대한민국 스마트미디어 대전' 초청 '버추얼트립인 모바일' 특별 부스 전시 및 출품
- 2014 방송통신위원회 방송평가 결과, DMB TV 채널 중 2012년 이래 3년 간 연속 1위, 국내 지상파 TV 전체 총 82개 채널 중 3년간 연속 2위 기록
- 2020 JTBC 계약 만료, 연합뉴스TV와 제휴 체결
- 2023년 12월 28일: 자정까지만 시청이 가능
- 2023년 12월 29일: 연합뉴스TV 계약 만료, 방송 송출 종료

## 관련 보기
- 한국DMB
- 디지털 멀티미디어 방송